# 천안 대성산성
대성산성(大城山城)은 대한민국 충청남도 천안시 동남구 풍세면에 있다. 1995년 5월 10일 천안시의 향토문화유산 제31호로 지정되었다.

## 개요
테뫼식 산성이며 둘레 220m이다.